# Orquesta de Filadelfia

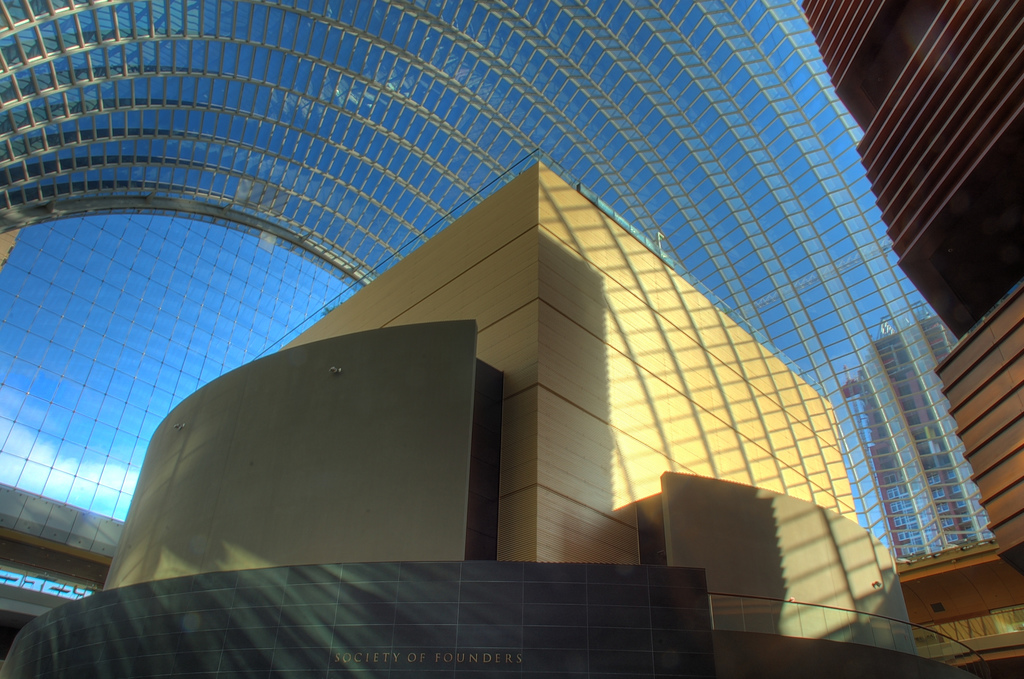
Kimmel Center en Filadelfia.

La Orquesta de Filadelfia (en inglés: Philadelphia Orchestra) es una orquesta sinfónica estadounidense con sede en la ciudad de Filadelfia, en Pensilvania, que fue fundada en 1900 por Fritz Scheel. Desde 2001 ofrece sus conciertos en el Verizon Hall del Kimmel Center for the Performing Arts, junto a la Academia de Música de Filadelfia, antiguo lugar de residencia de la orquesta.

## Historia
La orquesta fue creada por Fritz Scheel en 1900. Leopold Stokowski fue director principal desde 1912 y con quien logró el prestigio internacional. Con Stokowski grabó la banda sonora de la película Fantasía de Walt Disney.
De 1936 a 1938 Leopold Stokowski y Eugene Ormandy se repartieron la dirección de la orquesta. Después, Ormandy quedó como único director durante 44 temporadas. De la extraordinaria calidad de la orquesta durante este periodo dan testimonio numerosas grabaciones discográficas. Thea Musgrave Se convierte en la primera mujer en conducir una composición propia con la orquesta.

## Directores
- Fritz Scheel (1900-1907).
- Carl Pohlig (1908-1912).
- Leopold Stokowski (1912-1938).
- Eugene Ormandy (1936-1980).
- Riccardo Muti (1980-1992).
- Wolfgang Sawallisch (1993-2002).
- Christoph Eschenbach (2003-2008).
- Charles Dutoit (2008-2012).
- Yannick Nézet-Séguin (2012- ).